# Diego de Alcalá
Diego de San Nicolás, O.F.M., conocido como san Diego de Alcalá (San Nicolás del Puerto, Sevilla, España 14 de noviembre de 1400 - Alcalá de Henares, 13 de noviembre de 1463), fue un fraile franciscano español considerado santo por la Iglesia católica.
Vistió el hábito franciscano hermano lego en la Orden de los Frailes Menores de la Observancia. Fue misionero en Canarias, donde llegó a ocupar el puesto de guardián del convento.
Fue canonizado por el papa Sixto V en 1588 en la primera canonización realizada por la Iglesia católica tras la creación de la Sagrada Congregación de Ritos. Es considerado patrono de los hermanos legos franciscanos (no clérigos) por haber sido el primer hermano lego canonizado en la Orden.
Su celebración tiene lugar el 13 de noviembre.

## Biografía
Nació a principios del siglo XV en el seno de una familia modesta, en el pueblo de San Nicolás del Puerto, al norte de la provincia de Sevilla y en plena Sierra Morena. Sus padres, de fe cristiana, le pusieron el nombre de Diego, derivación de Santiago, patrón de España.

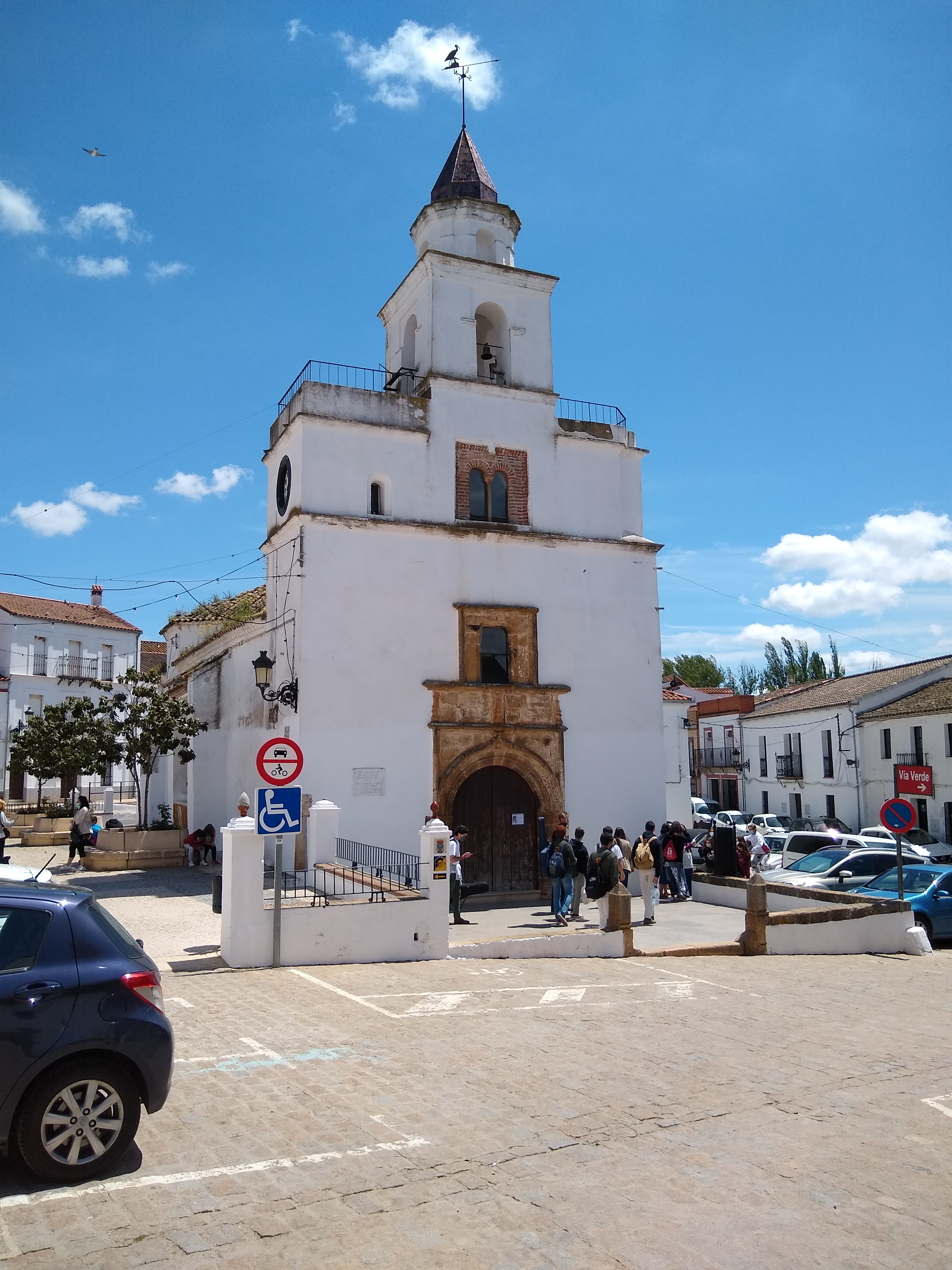
Parroquia de San Sebastián de San Nicolás del Puerto.
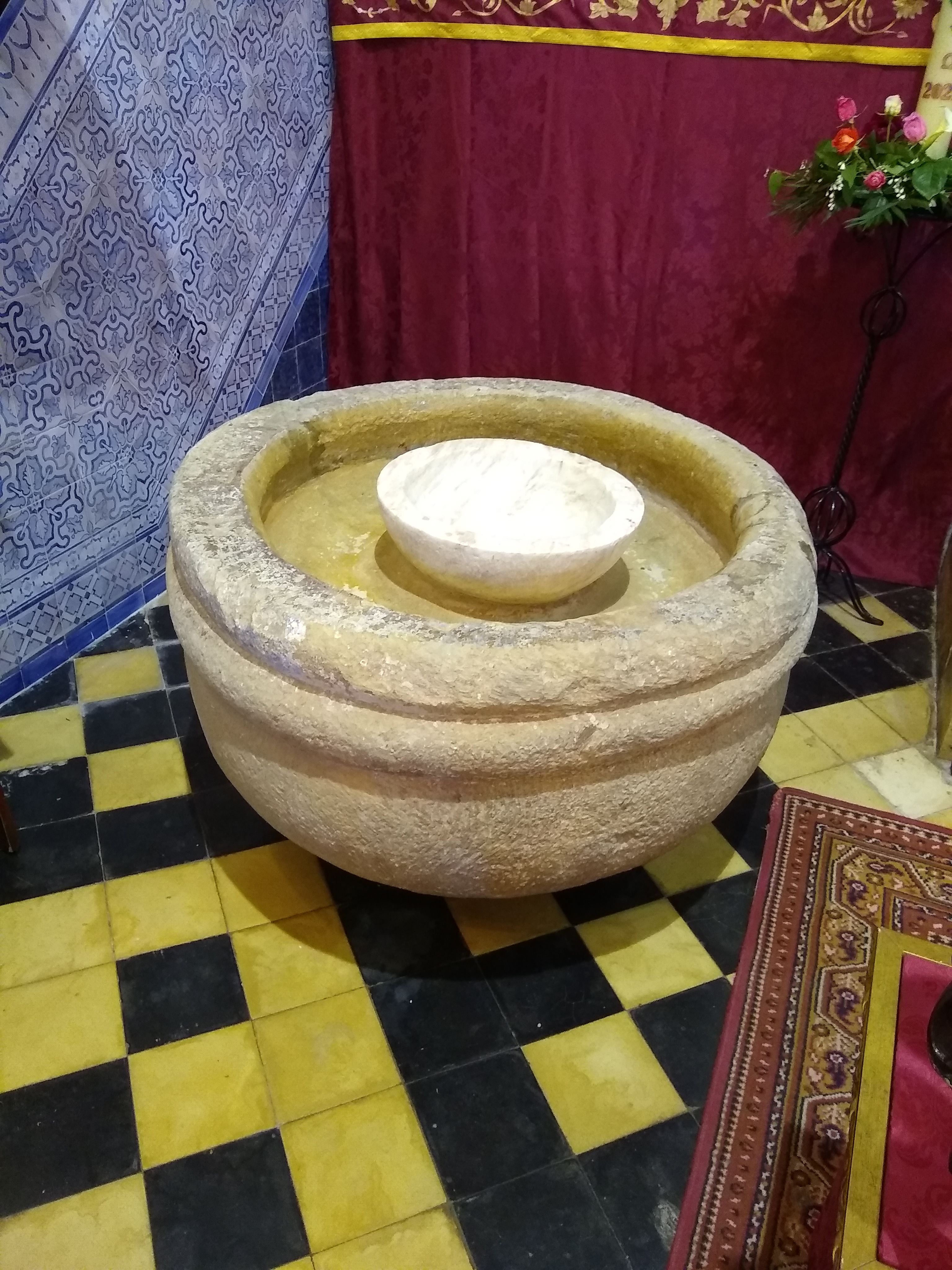
Pila bautismal de la Parroquia de San Sebastián de San Nicolás del Puerto, donde fue bautizado.
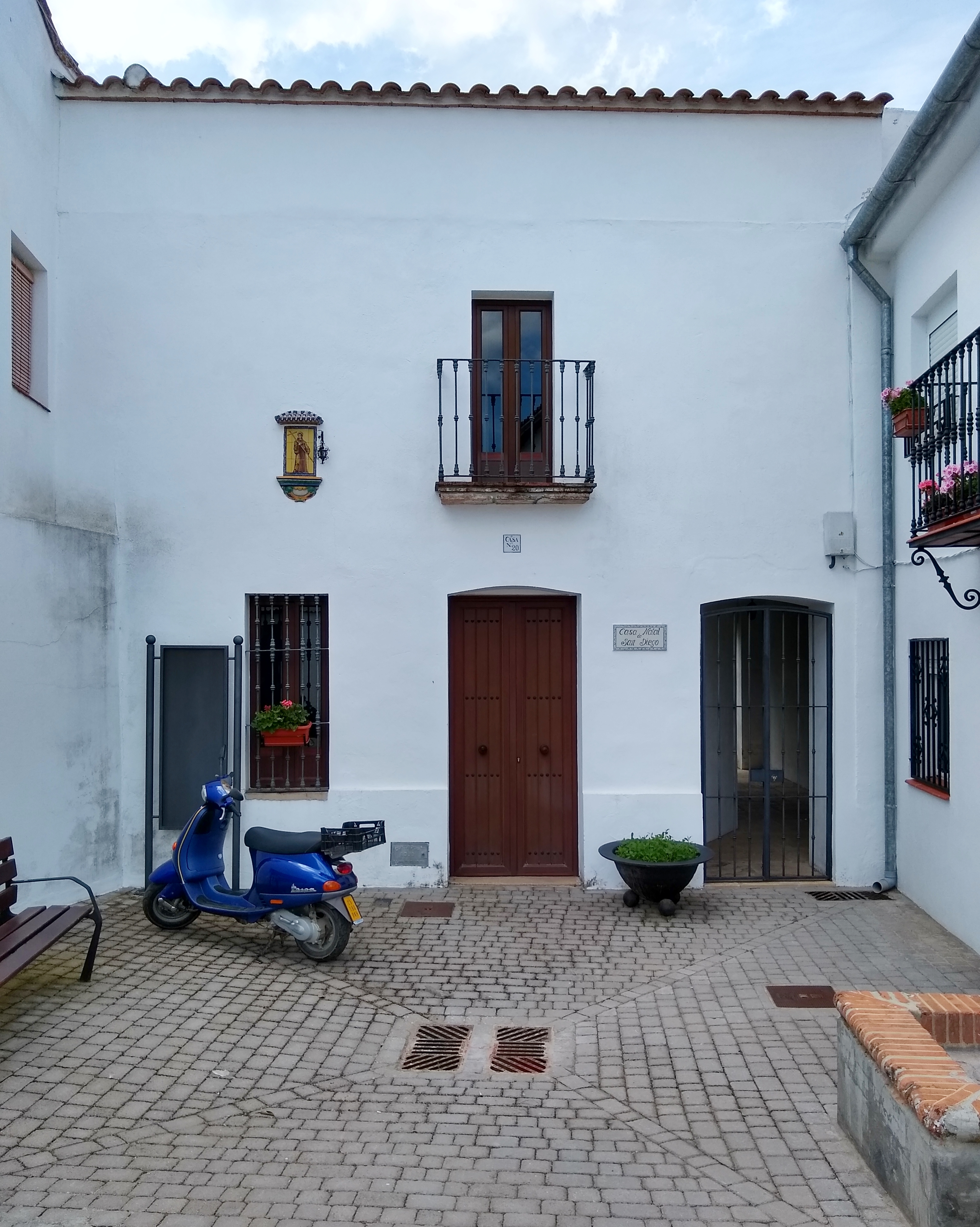
Casa natal de San Diego, en San Nicolás del Puerto.

Desde su más temprana juventud se consagró al Señor como ermitaño en la capilla de san Nicolás de Bari, en su localidad natal, y después en el eremitorio de Albaida bajo la dirección espiritual de un sacerdote ermitaño.

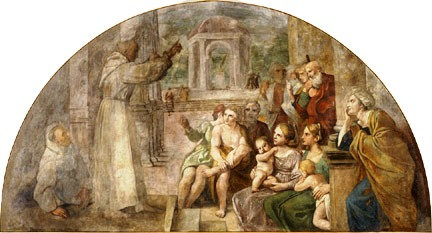
San Diego predicando en Roma de Annibale Carracci, fresco sobre muro, h.1604, Real Academia Catalana de Bellas Artes de Sant Jordi (en depósito en el Museo Nacional de Arte de Cataluña), Barcelona.

Fue un hombre bastante viajero para su tiempo; vivió en Canarias, Roma, Castilla y Andalucía y recorrió numerosos lugares de Córdoba, Sevilla y Cádiz. Durante su peregrinación a Roma pasó por numerosos lugares de España, Francia e Italia.
Residió en los conventos de La Arruzafa (Córdoba), Lanzarote, Fuerteventura, Sanlúcar de Barrameda, Santa María de Araceli (Roma) y Santa María de Jesús (Alcalá de Henares), donde falleció en 1463.
Muy poco se sabe de sus primeros años. La más fiable de sus biografías, la de Francisco Peña, abogado y promotor en Roma de la causa de su canonización, y que debió poseer los mejores datos en torno a la vida de san Diego, así lo reconoce. Cristóbal Moreno del Camino, traductor en el siglo XVI al castellano de la obra latina de Peña, también hace constar esta insuficiencia de datos sobre su niñez y primeros años. Y hasta la Historia del glorioso san Diego de San Nicolás, escrita por el que fue guardián del convento de Santa María de Jesús, de Alcalá de Henares, donde vivió y murió el santo, se remite para esta época a las anteriores biografías de Peña y Moreno. La Historia de Rojo, el guardián complutense, aparecida en 1663, sesenta años después de la muerte de Moreno y a un siglo de distancia de la obra latina de Peña, no pudo ampliar con nuevos datos, como parecería lógico por haber vivido en el mismo convento, lo que la bula y anteriores biógrafos nos comunican. Alonso Morgado tampoco enriquece el conocimiento de la niñez de Diego.

### Profesión religiosa
Tras su paso por Albaida y confirmada su voluntad de consagración a la vida religiosa, se trasladó al convento de San Francisco de la Arruzafa, en Córdoba. Allí ingresó Diego como hermano lego en la Orden de los Frailes Menores de la Observancia (Franciscanos de la Observancia). San Diego es el patrono de los hermanos franciscanos legos, es decir, que no son sacerdotes.
Durante su estancia en ese convento visitó numerosos pueblos de Córdoba, Sevilla y Cádiz, dando lugar a una devoción que aún pervive en las tradiciones de no pocos de esos pueblos.
El de la Arruzafa es uno de los conventos de España restituidos a la primitiva y rigurosa observancia franciscana, hacia 1409, por fray Pedro Santoyo. En el lugar que ocupaba se encuentra ahora el Parador de la Arruzafa.

### Misión en Canarias
En 1441, fue enviado como misionero a las Islas Canarias, al convento de Arrecife (isla de Lanzarote), donde trabajó de portero. En su función de portero del convento, tuvo ocasión de ejercer la caridad con gran generosidad, a veces considerada excesiva por sus hermanos de comunidad.
Después vivió en el convento franciscano de Fuerteventura hasta que regresó a la península en 1449. Durante cuatro años desempeñó el cargo de guardián del convento. Las Islas Canarias, que en 1402 habían sido reclamadas para su colonización por Jean de Béthencourt, habían sido evangelizadas por los franciscanos. Muy pronto prosiguieron la tarea los Franciscanos Observantes (un movimiento de reforma dentro de la Orden de los Hermanos Menores), fundando en 1422 el convento de Fuerteventura. A la muerte del primer guardián y Vicario de la Misión de Canarias, todos los ojos recayeron en fray Diego, que fue elegido sucesor y tuvo que trasladarse allí. Los dirigentes de la Orden se habían saltado la norma legal de no conferir ningún cargo de gobierno a un hermano lego. Embarcó para la Gran Canaria, pero una tormenta le obligó a retroceder a Fuerteventura, donde, al poco tiempo, recibió la orden de regresar a la península ibérica, yendo a Sanlúcar de Barrameda.
A San Diego de Alcalá se le atribuye junto a su compañero del convento, Juan de Santorcaz, el hallazgo de la imagen de la Virgen de la Peña (patrona de la isla de Fuerteventura).

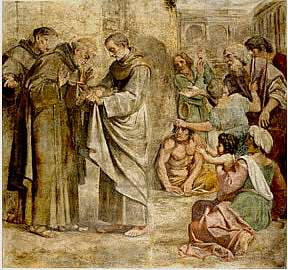
Milagro de las rosas de San Diego de Annibale Carracci, h. 1604, fresco sobre muro, Real Academia Catalana de Bellas Artes de Sant Jordi (en depósito en el Museo Nacional de Arte de Cataluña), Barcelona.

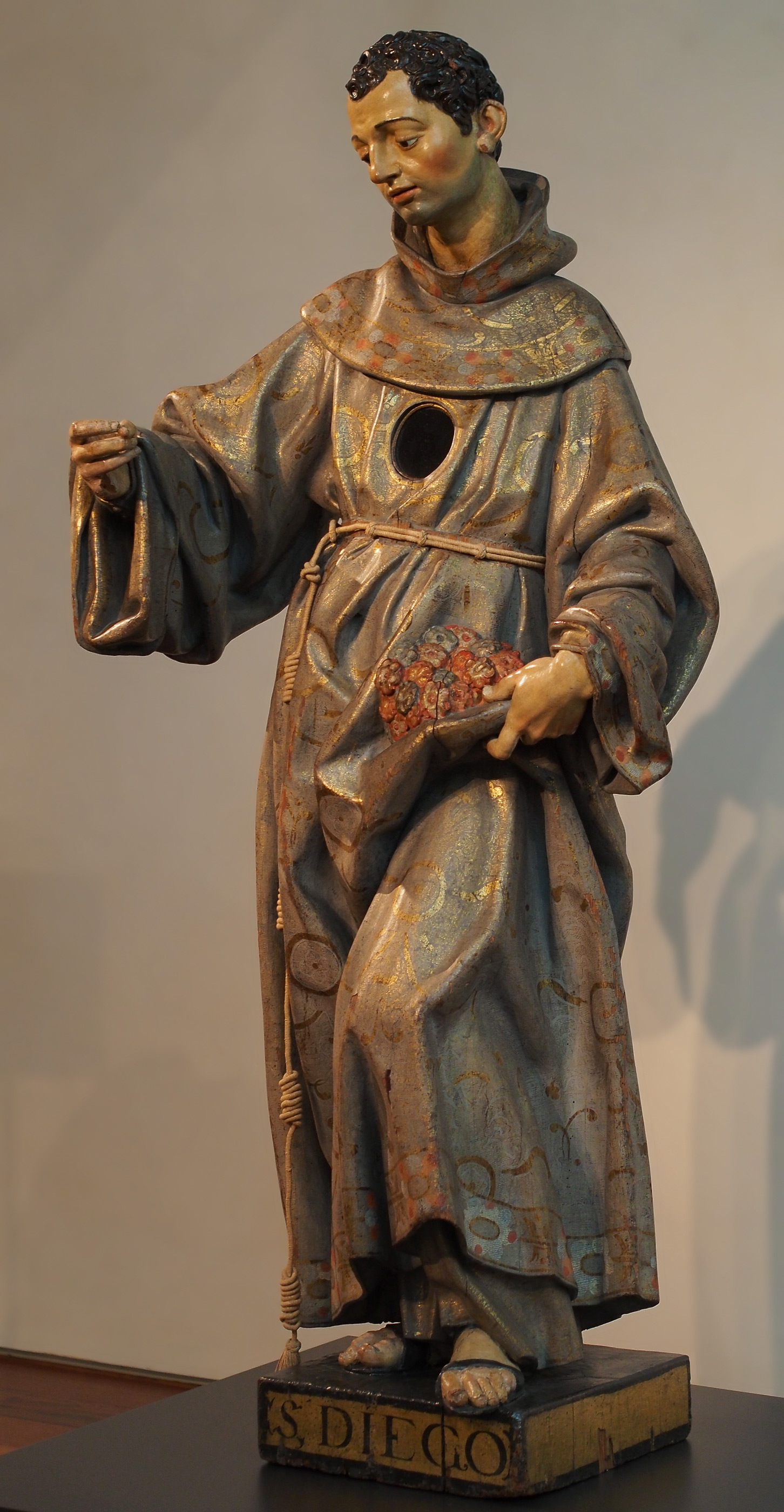
San Diego de Alcalá, madera policromada de Gregorio Fernández; Museo Nacional de Escultura (Valladolid).

### Peregrinación a Roma
Con ocasión de la celebración en Roma del Jubileo de 1450, decretado por el papa Nicolás V y la canonización de Bernardino de Siena, miles de Frailes Menores peregrinaron a dicha ciudad, entre ellos fray Diego. Gran número de religiosos venidos a Roma cayeron enfermos, víctimas de una epidemia que azotó la ciudad, y el amplio convento de Araceli fue convertido en enfermería. Fray Diego se ocupó de la dirección del improvisado hospital, donde permaneció durante tres meses curando a los enfermos.

### Regreso
De regreso a España, pasó por varios conventos, entre ellos el de Nuestra Señora de la Salceda, en Tendilla (Guadalajara). En 1456 se trasladó al Convento de Santa María de Jesús (Alcalá de Henares), que acababa de ser construido por Alfonso Carrillo, arzobispo de Toledo. Este fue el más antiguo de los conventos fundados en esta ciudad, situado fuera de sus murallas, junto a la actual Universidad. En dicho convento pasará el resto de su vida, siete años, trabajando como jardinero y como portero. Tendría algo más de sesenta cuando murió.
Sus restos se encuentran desde entonces en la Catedral de Alcalá de Henares. Se conservan en una urna de plata del siglo XVII, y su cuerpo incorrupto se expone cada 13 de noviembre.
Habiendo sido popular en vida entre los más humildes, congregó junto a su sepulcro a los más poderosos después de muerto. Enrique IV de Castilla acudió a su sepulcro para pedirle la curación de Juana la Beltraneja. Cardenales de Toledo, príncipes de España, el mismo rey Felipe II después, acudieron junto a su tumba, llevados por un sentimiento de confianza en su santidad milagrosa.
Felipe II hizo llevar la momia hasta las cámaras regias a fin de invocar la mediación divina en la curación de su hijo el príncipe Carlos, cuando en 1562, estudiando en Alcalá de Henares, tuvo una grave caída por las escaleras en el Palacio Arzobispal, dándose un golpe grave en la cabeza. Este hecho, después se consideraría milagro, popularizado por Lope de Vega.

## Canonización
Fue el único santo canonizado a lo largo del siglo XVI, por el papa Sixto V, el 10 de julio de 1588, culminando el proceso introducido por Pío IV a instancias del rey Felipe II de España, convirtiéndose en el primer santo español de la Edad Moderna.Entre los seis milagros aprobados por la Sagrada Congregación de Ritos para su canonización, el más famoso es la curación del príncipe Carlos.
Otro milagro que se le atribuye es el de haber salvado, en un viaje que hizo a Sevilla durante su estancia en la Arruzafa, a un niño que se había metido y dormido en un horno, el cual fue encendido. Tras la mediación de Diego el pequeño apareció fuera del horno sin la menor quemadura. Este y otros milagros los solía atribuir el humilde fraile a la intervención de la Virgen María.

## Devoción

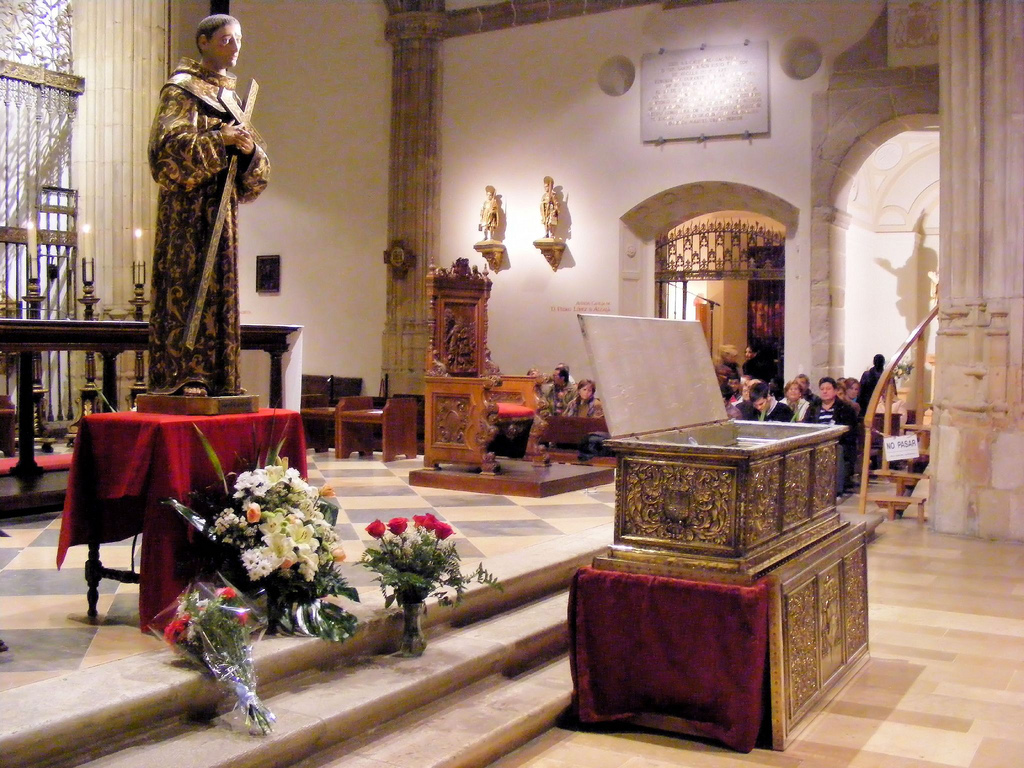
Exhibición anual (13 de noviembre) del cuerpo de San Diego de Alcalá.

Fue un santo muy popular. Muchos conventos, iglesias y capillas, e incluso la ciudad de San Diego en California, están dedicadas a su nombre. Entre los frailes, es el patrón de los franciscanos legos.
En España, es patrón de su localidad natal, San Nicolás del Puerto (Sevilla), de la localidad almeriense de Cuevas del Almanzora, de la alcarreña Cogolludo y de la onubense Ayamonte. En Baena (Córdoba), todos los miércoles de Semana Santa, procesiona abriendo el desfile procesional de la Cofradía de Nuestro Padre Jesús del Huerto, de la que es cotitular. Es también patrón de Tuéjar, municipio español perteneciente a la provincia y diócesis de Valencia, en la Comunidad Valenciana, y a la comarca de Los Serranos. También es patrón de la población de Almendricos, término municipal de Lorca, en la provincia de Murcia.
En Canarias, los estudiantes lo celebran en una fiesta no oficial, pero generalizada, la fuga de San Diego. Esta consistía en honorar a San Diego en su ermita situada extramuros de la ciudad de San Cristóbal de La Laguna en Tenerife. Los estudiantes debían contar los botones de la túnica de la estatua del fundador del convento (actual ermita de San Diego), se decía que si acertaban ese número, aprobarían sus exámenes. En la actualidad se sigue celebrando, aunque no acudiendo ya los estudiantes a su ermita, sino tomando el día como pretexto para no asistir a clases. La fiesta de San Diego de Alcalá se celebra también en Canarias, en Tuineje, así como en Gran Tarajal (Fuerteventura).
En América es fiesta en varios lugares de México, en el Estado de Campeche en la comunidad de Nunkiní, municipio de Calkini. En el estado de Michoacán para ser precisos en Quiroga se le festeja del 12 al 15 de noviembre ofreciendo la famosa danza de los moros donde más de 2000 personas acuden cada año en honor a su santo patrono. También en el municipio de Santiago Astata, Oaxaca está la bahía de San Diego en su honor solo que la fiesta la celebran los 20 de diciembre. De igual manera en la comunidad de San Diego Tetitlán en Huatusco, el 13 de noviembre se lleva a cabo una serie de eventos en su conmemoración. También en el norteño estado de Durango, en los municipios de Canatlán y Peñón Blanco del cual es santo patrono y dónde se fundó la misión de San Diego de Alcalá durante las exploraciones españolas de colonización. La parroquia del lugar lleva el nombre de este santo hasta hoy. En los Estados Unidos de América da nombre a la ciudad de San Diego (California), el Condado de San Diego (California) y la misión San Diego. En Venezuela es venerado como patrono de la población Ocumare del Tuy, en el Estado Miranda

## San Diego en el arte

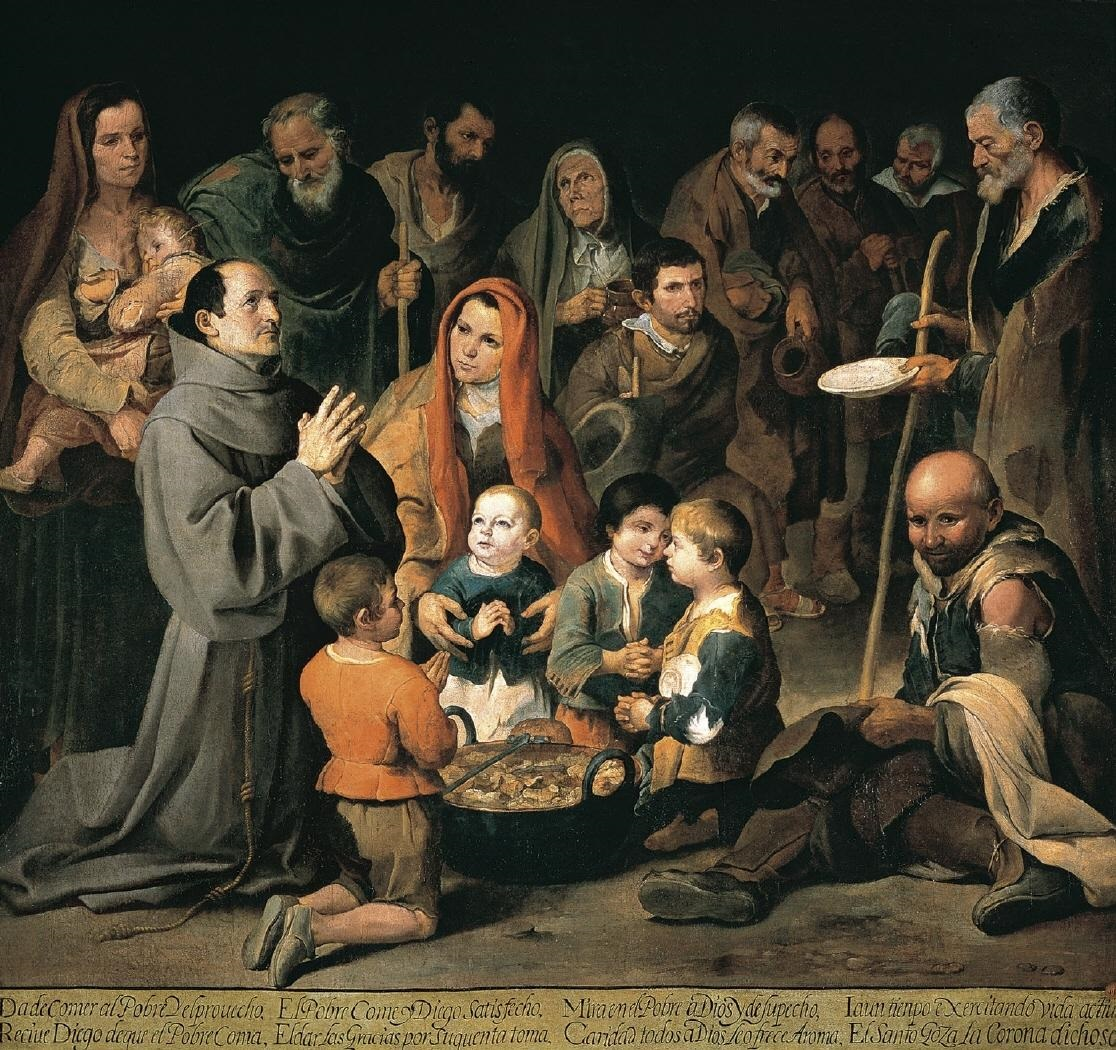
San Diego de Alcalá dando de comer a los pobres, Murillo hacia 1646, óleo sobre lienzo, 173 x 183 cm. Madrid, Real Academia de Bellas Artes de San Fernando.

Grandes artistas se ocuparon de él. Lope de Vega le dedicó el soneto La verde yedra al tronco asida, y la comedia San Diego de Alcalá.
Se le representa joven e imberbe, a pesar de que alcanzó los sesenta años, con:
- Unas llaves, por haber sido portero y cocinero del convento,
- Recogiendo con ambas manos su escapulario como delantal lleno de flores.

Este último episodio es uno de los más populares y representados en su iconografía. Se refiere a una leyenda, según la cual, Diego era tan generoso con quienes pedían a la puerta del convento, que sus superiores lo encontraban fastidioso y excesivo. En cierta ocasión en que vieron cómo Diego llevaba algo en el hábito, y suspicaces porque ya había dado la limosna diaria, se disponían a reprenderlo cuando los panecillos que el santo llevaba a los pobres se convirtieron en rosas.
Fue retratado por Zurbarán, Ribera, Murillo, Gregorio Fernández, Alonso Cano y Pedro de Mena, representando escenas de su vida relativas a la realización de obras de caridad o algunos de los milagros atribuidos. El pintor barroco Annibale Carracci dedicó un completo ciclo de frescos a la vida de san Diego en la iglesia de Santiago de los Españoles de Roma, distribuidos en diversos museos e instituciones.

## La polémica del toponímico
Fray Diego de San Nicolás siempre llevó el nombre del pueblo natal en los documentos de su tiempo. Tanto las historias primitivas del santo como la bula de canonización expedida por Sixto V, no conocen otro lugar de referencia que San Nicolás del Puerto. Sin embargo, se le conoce en el santoral como San Diego de Alcalá, por el lugar donde pasó sus últimos años y donde reposan sus restos. Este nombre además lo popularizó Lope de Vega al utilizarlo como título de una de sus comedias, cuyo argumento es la vida del santo.
Alonso Morgado, en su Santoral Hispalense, considera que se debería designar a san Diego por el nombre de su villa natal, en lugar del toponímico de Alcalá. Algo que ocurre también con san Antonio de Padua, que nació en Lisboa (Portugal) y murió en Padua (Italia), donde descansan sus restos; o con san Isidoro de Sevilla, que nació en Cartagena.